# ریچل کاوی
ریچل کاوی (انگلیسی: Rachel Covey؛ زادهٔ ۱۵ ژوئن ۱۹۹۸) یک هنرپیشه اهل ایالات متحده آمریکا است.

## فیلموگرافی
| سال  | فیلم            | نقش         | یادداشت های دیگر |
| ---- | --------------- | ----------- | ---------------- |
| 2005 | دوئن هاپ وود    | کیت         |                  |
| 2007 | افسون‌زده (فیلم) | مرگان فیلیپ |                  |